# Rechtsdepesche für das Gesundheitswesen
Die Rechtsdepesche für das Gesundheitswesen (RDG), oder nur Rechtsdepesche, ist ein deutsches Fachmagazin, das seit 2003 im Kölner G&S Verlag GbR erscheint. Neben dem Hauptschwerpunkt Gesundheitsrecht setzt sich das interdisziplinär ausgerichtete Magazin insbesondere auch mit Themen aus den Bereichen Gesundheitspolitik, Medizin und Pflegewissenschaft auseinander.

## Geschichte
Publiziert wird die Rechtsdepesche seit 2003 von dem in Köln ansässigen G&S Verlag GbR. Herausgeber ist Volker Großkopf, Professor für Rechtswissenschaften an der Katholischen Hochschule NRW, Fachbereich Gesundheitswesen. Chefredakteur ist der Diplom-Jurist Michael Schanz. Großkopf und Schanz sind zugleich auch Geschäftsführer des G&S Verlages.
Im Editorial der Erstausgabe nennt Großkopf als Anlass für die Markteinführung insbesondere die „risikoreiche[…] Verzahnung von medizinischen und juristischen Fragestellungen, […] die zu Unsicherheiten des im Gesundheitswesen eingesetzten Personals führt“. Ziel der neuen Zeitschrift sei es deshalb, komplexe juristische Sachverhalte aus den Bereichen der unterschiedlichen Gesundheitsberufe aufzugreifen und sie in verständlicher Weise für Nicht-Juristen darzustellen.
Regelausgaben der Rechtsdepesche erscheinen alle zwei Monate und wurden zunächst in Zweifarbdruck, und seit 2007 vollständig in Vierfarbdruck hergestellt. Im Gegensatz zu der überwiegenden Zahl der Zeitschriften ist der Titelschriftzug auf dem Heftcover nicht quer, sondern am linken Heftrand hochkant angelegt. Als ein weiteres Erkennungszeichen dient ein zu einer Schlange stilisiertes Paragrafzeichen, das in Anlehnung an dem Äskulapstab einen Balken umschlängelt. Damit soll die Verbundenheit der Themen Recht und Medizin ausgedrückt werden.

Die „Schlange“ der Rechtsdepesche

Im Mai 2004 schloss der G&S Verlag mit dem  Vincentz Verlag (heute: Vincentz Network) eine Vertriebskooperation, die inzwischen beendet wurde. Seit August 2007 besteht eine Vertriebskooperation mit dem größten juristischen Fachverlag Deutschlands,  C.H. Beck. Als äußeres Kennzeichen dieser Partnerschaft wurde bis zur sechsten Ausgabe des 13. Jahrgangs auf der Titelseite das Beck-Logo (der „Greif“) geführt. Des Weiteren wurde die Rechtsdepesche in das Fachmodul „Medizin- und Gesundheitsrecht PLUS“ von Beck-Online aufgenommen.
Mit Beginn des Jahres 2017 wurde das Erscheinungsbild der Zeitschrift einem Re-Design unterzogen: Neben Änderungen unter anderem am Satzspiegel und Schriftbild wurde dabei vor allem das Cover überarbeitet, das fortan mit einer Illustration versehen wird.
Mit Ausgabe 4/2019 ist die Rechtsdepesche das offizielle Organ der Interessenvertretung Wundversorgung (IVW). Seit 2021 ist die Rechtsdepesche zudem das offizielle Organ der jungen Pflegegewerkschaft BochumerBund.

## Inhalte

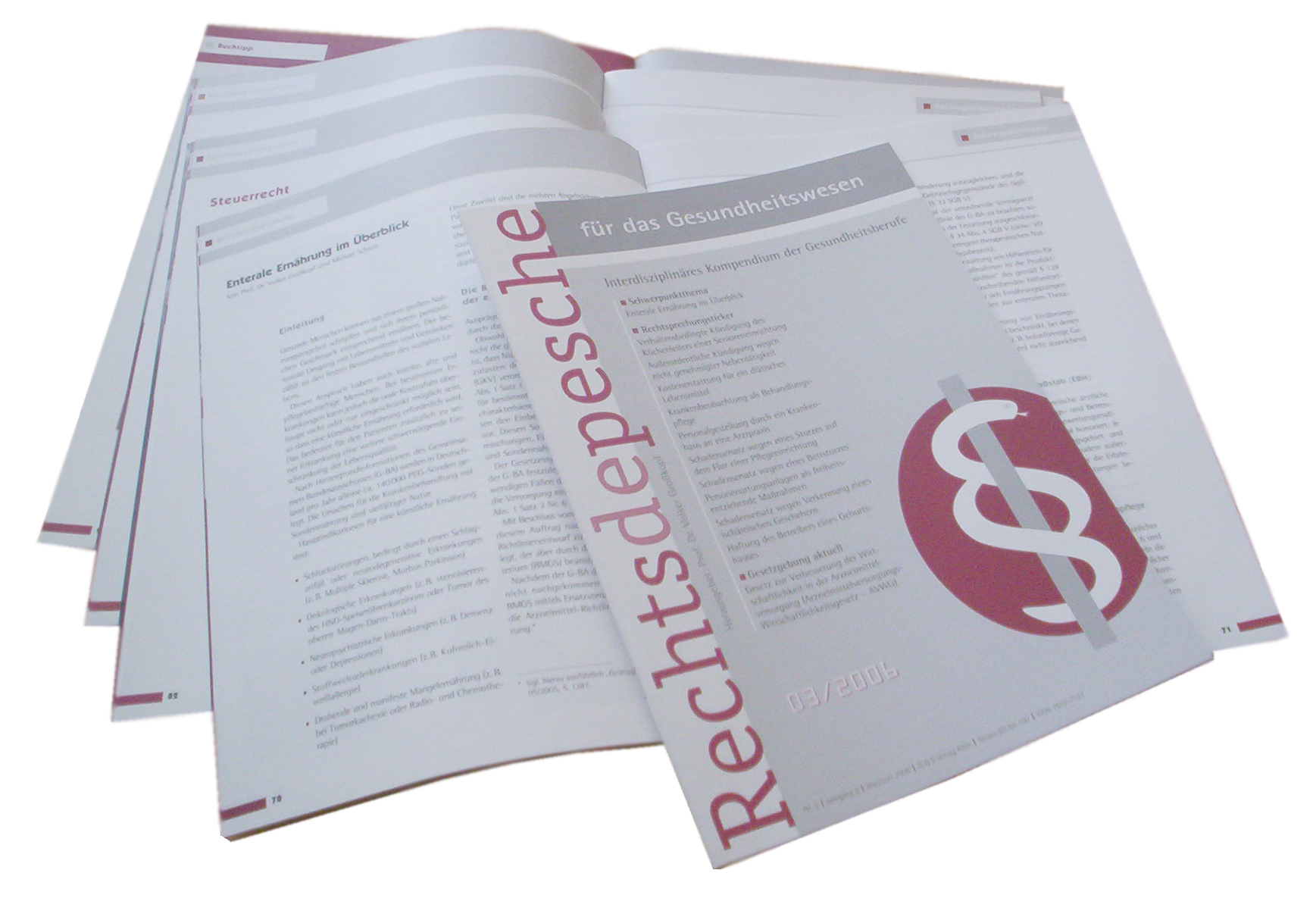
Ausgaben der Rechtsdepesche (2006)

Jeder (Regel-)Ausgabe steht unter einem besonderen Schwerpunktthema mit gesundheitsrechtlicher Relevanz, wie beispielsweise Freiheitsentziehende Maßnahmen, Beweisführung bei Behandlungsfehlern, Risikomanagement, Aufbereitung von Medizinprodukten, Pflegedokumentation, Patientenrechte, Sterbehilfe usw. Die Autoren des Schwerpunktaufsatzes, aber auch der weiteren Beiträge, sind vor allem Juristen, Mediziner, Gesundheitsökonomen, Politiker oder Pflegewissenschaftler (wie zum Beispiel Sabine Bartholomeyczik, Gertrud Hundenborn, Angelika Zegelin).
Ein weiterer Kernbereich des Magazins ist die Darstellung von aktuellen Gesetzesvorhaben sowie von redaktionell aufgearbeiteter Gerichtsentscheidungen mit wesentlicher Bedeutung für das Gesundheitswesen. Daneben beinhaltet die Rechtsdepesche noch weitere Rubriken, die zum Beispiel gesundheitspolitische Vorhaben, Neuerungen in Wissenschaft und Praxis, Kurznachrichten und vieles mehr zum Inhalt haben.

## Ableger

### Onlinepräsenz
Ergänzend zur Fachzeitschrift wurde 2004 die Webpräsenz Rechtsdepesche Online ins Leben gerufen. Neben den zahlreichen und frei zugänglichen Angeboten wird an dieser Stelle eine kostenpflichtige Entscheidungsdatenbank angeboten. 2014 wurde das Angebot umfassend umgestaltet. Bereits zuvor erfolgte ein Ausbau des Engagements im Bereich der Sozialen Medien.
Anlässlich des 2. JuraHealth Congresses, der vom 14. und 15. Mai 2009 in Berlin stattfand, wurde erstmals eine Sonderausgabe der Rechtsdepesche publiziert. Seitdem werden jedes Jahr zusätzlich zu den sechs Regelausgaben zwei Sonderausgaben veröffentlicht. Diese unterscheiden sich von den regulären Ausgaben vor allem durch einen stärkeren thematischen Aufbau, einer abweichenden Farbgestaltung und zum Teil anderen Bindungstechnik. Die Beiträge stammen vor allem von den Referentinnen und Referenten der Veranstaltungen, zu denen beispielsweise der frühere Betreuungsrichter Harald Reske, die Mediziner Marcus Siebolds und Ulrich Kampa, die ehemalige Bayerische Staatsministerin Beate Merk oder die Pflegewissenschaftler Manfred Borutta, Christel Bienstein, Gabriele Meyer, sowie Angelika Zegelin zählen.
Seit 2013 wird die Rechtsdepesche auch als E-Paper herausgegeben.

### YouTube
Die Rechtsdepesche ist darüber hinaus auch in Form von selbst produzierten Reportagen und eigenständigen Dokumentarfilmen auf YouTube präsent. In regelmäßig erscheinenden Formaten und Kooperationen wird über Rechtsproblematiken in Medizin und Pflege debattiert und berichtet. In diversen Interviewreihen wird mit wichtigen Vertretern aus Medizin, Gesellschaft und Forschung über Rechtsproblematiken und aktuelle Entwicklungen berichtet, so z. B. mit dem Virologen Hendrik Streeck über den Stand der Coronaforschung.